# Рыжеголовый белобрюхий попугай
Рыжеголовый белобрюхий попугай (лат. Pionites leucogaster) — птица семейства попугаевых.

## Внешний вид
Длина тела 23-24 см, хвоста 6 см. В окраске оперения преобладают три цвета, зелёный, белый и жёлтый. Спина, крылья и хвост зелёные. Верхняя часть живота и грудь чистого белого цвета. Шея, лоб и темя с различными оттенками от светло-жёлтого до коричнево-жёлтого. Неоперённые участки вокруг глаз розоватого цвета. Радужка красно-коричневая. Клюв цвета слоновой кости.

## Распространение
Обитает в Боливии, Перу, Эквадоре и на северо-востоке Бразилии.

## Образ жизни
Населяют тропические леса. Держатся в основном недалеко от воды, предпочитая участки леса вдоль речных берегов. Большую часть времени проводят в кронах высоких деревьев. Питаются плодами, ягодами и семенами. В большие стаи не собираются, стараются держаться либо парами, либо семейными группами.

## Размножение
Самка откладывает от 2 до 3 яиц. Кладку насиживает самка около 4 недель, самец иногда в дневное время заменяет её. В 2,5-месячном возрасте оперённые птенцы покидают гнездо.

## Классификация
Вид включает в себя 3 подвида:
- Pionites leucogaster leucogaster (Kuhl, 1820) — номинативный подвид.
- Эквадорский белобрюхий попугай Pionites leucogaster xanthomerius (P. L. Sclater, 1858)
- Западный белобрюхий попугай Pionites leucogaster xanthurus Todd, 1925

Оба последних подвида отличаются от номинативного незначительными изменениями в окраске нижней части тела, головы и хвоста.